# Puchar Panamerykański w Piłce Siatkowej Kobiet 2013
Puchar Panamerykański w Piłce Siatkowej Kobiet – 12. edycja turnieju siatkarskiego kobiet, rozgrywana od 10 do 16 czerwca 2013 roku. Gospodarzem turnieju było Peru, drużyny rywalizowały w Limie, Callao, Iquitos oraz Huacho. W turnieju udział brało 12 reprezentacji podzielonych na trzy grupy.
Turniej był również kwalifikacją do World Grand Prix, do którego awansują dwie najlepsze drużyny z Ameryki Południowej oraz cztery drużyny ze strefy Ameryki Północnej, Środkowej i Karaibów.

## Faza grupowa

### Grupa A
Tabela
| Lp. | Drużyna           | Mecze | Mecze | Mecze | Pkt | Małe punkty | Małe punkty | Małe punkty | Sety | Sety | Sety  |
| Lp. | Drużyna           | M     | W     | P     | Pkt | zdob.       | str.        | ratio       | wyg. | prz. | ratio |
| --- | ----------------- | ----- | ----- | ----- | --- | ----------- | ----------- | ----------- | ---- | ---- | ----- |
| 1   | Stany Zjednoczone | 3     | 3     | 0     | 13  | 266         | 195         | 1.364       | 9    | 2    | 4.500 |
| 2   | Argentyna         | 3     | 2     | 1     | 10  | 208         | 186         | 1.118       | 6    | 3    | 2.000 |
| 3   | Portoryko         | 3     | 1     | 2     | 7   | 233         | 240         | 0.971       | 5    | 6    | 0.833 |
| 4   | Trynidad i Tobago | 3     | 0     | 3     | 0   | 139         | 225         | 0.618       | 0    | 9    | 0.000 |

Źródło: NORCECA
Punktacja: 3:0 – 5 pkt, 3:1 – 4 pkt, 3:2 – 3 pkt, 2:3 – 2 pkt, 1:3 – 1 pkt, 0:3 – 0 pkt
Zasady ustalania kolejności: 1. liczba zwycięstw, 2. liczba punktów, 3. stosunek małych punktów, 4. stosunek setów, 5. bilans w bezpośrednich meczach
     awans do półfinałów
     awans do ćwierćfinałów
| Data  | Godz. | Drużyna 1         | Wynik | Drużyna 2         | 1     | 2     | 3     | 4     | 5     | Widzów | * |
| ----- | ----- | ----------------- | ----- | ----------------- | ----- | ----- | ----- | ----- | ----- | ------ | - |
| 10.06 | 18:00 | Argentyna         | 3:0   | Portoryko         | 25:23 | 25:21 | 25:15 |       |       | 100    | 1 |
| 10.06 | 20:00 | Stany Zjednoczone | 3:0   | Trynidad i Tobago | 25:13 | 25:12 | 25:13 |       |       | 200    | 2 |
| 11.06 | 18:00 | Trynidad i Tobago | 0:3   | Argentyna         | 23:25 | 18:25 | 11:25 |       |       |        |   |
| 11.06 | 20:00 | Portoryko         | 2:3   | Stany Zjednoczone | 30:28 | 25:23 | 14:25 | 17:25 | 13:15 |        |   |
| 12.06 | 18:00 | Portoryko         | 3:0   | Trynidad i Tobago | 25:19 | 25:18 | 25:12 |       |       |        |   |
| 12.06 | 20:00 | Stany Zjednoczone | 3:0   | Argentyna         | 25:17 | 25:19 | 25:22 |       |       |        |   |

### Grupa B
Tabela
| Lp. | Drużyna   | Mecze | Mecze | Mecze | Pkt | Małe punkty | Małe punkty | Małe punkty | Sety | Sety | Sety  |
| Lp. | Drużyna   | M     | W     | P     | Pkt | zdob.       | str.        | ratio       | wyg. | prz. | ratio |
| --- | --------- | ----- | ----- | ----- | --- | ----------- | ----------- | ----------- | ---- | ---- | ----- |
| 1   | Kuba      | 3     | 3     | 0     | 11  | 285         | 260         | 1.096       | 8    | 4    | 2.000 |
| 2   | Kanada    | 3     | 2     | 1     | 10  | 286         | 266         | 1.075       | 8    | 5    | 1.600 |
| 3   | Peru      | 3     | 1     | 2     | 9   | 280         | 264         | 1.061       | 7    | 6    | 1.167 |
| 4   | Kostaryka | 3     | 0     | 3     | 0   | 164         | 225         | 0.729       | 0    | 9    | 0.000 |

Źródło: NORCECA
Punktacja: 3:0 – 5 pkt, 3:1 – 4 pkt, 3:2 – 3 pkt, 2:3 – 2 pkt, 1:3 – 1 pkt, 0:3 – 0 pkt
Zasady ustalania kolejności: 1. liczba zwycięstw, 2. liczba punktów, 3. stosunek małych punktów, 4. stosunek setów, 5. bilans w bezpośrednich meczach
     awans do ćwierćfinałów
| Data  | Godz. | Drużyna 1 | Wynik | Drużyna 2 | 1     | 2     | 3     | 4     | 5     | Widzów | * |
| ----- | ----- | --------- | ----- | --------- | ----- | ----- | ----- | ----- | ----- | ------ | - |
| 10.06 | 18:00 | Kuba      | 3:2   | Kanada    | 21:25 | 20:25 | 25:21 | 25:20 | 15:13 |        |   |
| 10.06 | 20:00 | Peru      | 3:0   | Kostaryka | 25:19 | 25:18 | 25:16 |       |       |        |   |
| 11.06 | 18:00 | Kostaryka | 0:3   | Kuba      | 20:25 | 14:25 | 17:25 |       |       |        |   |
| 11.06 | 20:00 | Peru      | 2:3   | Kanada    | 19:25 | 25:22 | 20:25 | 25:20 | 11:15 |        |   |
| 12.06 | 18:00 | Kanada    | 3:0   | Kostaryka | 25:18 | 25:23 | 25:19 |       |       |        |   |
| 12.06 | 20:00 | Kuba      | 3:2   | Peru      | 19:25 | 25:21 | 20:25 | 25:22 | 15:12 |        |   |

### Grupa C
Tabela
| Lp. | Drużyna    | Mecze | Mecze | Mecze | Pkt | Małe punkty | Małe punkty | Małe punkty | Sety | Sety | Sety  |
| Lp. | Drużyna    | M     | W     | P     | Pkt | zdob.       | str.        | ratio       | wyg. | prz. | ratio |
| --- | ---------- | ----- | ----- | ----- | --- | ----------- | ----------- | ----------- | ---- | ---- | ----- |
| 1   | Dominikana | 3     | 3     | 0     | 14  | 256         | 201         | 1.274       | 9    | 1    | 9.000 |
| 2   | Brazylia   | 3     | 2     | 1     | 10  | 272         | 235         | 1.157       | 7    | 4    | 1.750 |
| 3   | Meksyk     | 3     | 1     | 2     | 6   | 200         | 230         | 0.870       | 4    | 6    | 0.667 |
| 4   | Kolumbia   | 3     | 0     | 3     | 0   | 163         | 225         | 0.724       | 0    | 9    | 0.000 |

Źródło: NORCECA
Punktacja: 3:0 – 5 pkt, 3:1 – 4 pkt, 3:2 – 3 pkt, 2:3 – 2 pkt, 1:3 – 1 pkt, 0:3 – 0 pkt
Zasady ustalania kolejności: 1. liczba zwycięstw, 2. liczba punktów, 3. stosunek małych punktów, 4. stosunek setów, 5. bilans w bezpośrednich meczach
     awans do półfinałów
     awans do ćwierćfinałów
| Data  | Godz. | Drużyna 1  | Wynik | Drużyna 2  | 1     | 2     | 3     | 4     | 5 | Widzów | * |
| ----- | ----- | ---------- | ----- | ---------- | ----- | ----- | ----- | ----- | - | ------ | - |
| 10.06 | 18:00 | Kolumbia   | 0:3   | Meksyk     | 18:25 | 23:25 | 16:25 |       |   | 700    | 1 |
| 10.06 | 20:00 | Brazylia   | 1:3   | Dominikana | 25:21 | 20:25 | 21:25 | 33:35 |   | 1 200  | 2 |
| 11.06 | 18:00 | Dominikana | 3:0   | Kolumbia   | 25:19 | 25:14 | 25:21 |       |   |        |   |
| 11.06 | 20:00 | Meksyk     | 1:3   | Brazylia   | 25:23 | 16:25 | 21:25 | 15:25 |   |        |   |
| 12.06 | 18:00 | Dominikana | 3:0   | Meksyk     | 25:17 | 25:13 | 25:18 |       |   |        |   |
| 12.06 | 20:00 | Brazylia   | 3:0   | Kolumbia   | 25:11 | 25:23 | 25:18 |       |   |        |   |

## Faza finałowa

### Mecze o miejsca 7-10
| Data  | Godz. | Drużyna 1 | Wynik | Drużyna 2 | 1     | 2     | 3     | 4     | 5     | Widzów | * |
| ----- | ----- | --------- | ----- | --------- | ----- | ----- | ----- | ----- | ----- | ------ | - |
| 14.06 | 18:00 | Peru      | 3:2   | Meksyk    | 20:25 | 26:28 | 25:20 | 25:17 | 16:14 |        |   |
| 14.06 | 18:00 | Portoryko | 3:0   | Kostaryka | 25:5  | 25:14 | 25:12 |       |       |        |   |

### Ćwierćfinały
| Data  | Godz. | Drużyna 1 | Wynik | Drużyna 2 | 1     | 2     | 3     | 4     | 5    | Widzów | * |
| ----- | ----- | --------- | ----- | --------- | ----- | ----- | ----- | ----- | ---- | ------ | - |
| 14.06 | 20:00 | Kanada    | 2:3   | Brazylia  | 20:25 | 25:23 | 13:25 | 25:20 | 9:15 |        |   |
| 14.06 | 20:00 | Kuba      | 0:3   | Argentyna | 24:26 | 22:25 | 23:25 |       |      |        |   |

### Mecze o miejsca 9-12
| Data  | Godz. | Drużyna 1         | Wynik | Drużyna 2 | 1     | 2     | 3     | 4     | 5    | Widzów | * |
| ----- | ----- | ----------------- | ----- | --------- | ----- | ----- | ----- | ----- | ---- | ------ | - |
| 15.06 | 16:00 | Trynidad i Tobago | 3:0   | Meksyk    | 25:17 | 25:22 | 26:24 |       |      |        |   |
| 15.06 | 16:00 | Kolumbia          | 3:2   | Kostaryka | 35:33 | 15:25 | 20:25 | 25:22 | 15:6 |        |   |

### Mecze o miejsca 5-8
| Data  | Godz. | Drużyna 1 | Wynik | Drużyna 2 | 1     | 2     | 3     | 4     | 5 | Widzów | * |
| ----- | ----- | --------- | ----- | --------- | ----- | ----- | ----- | ----- | - | ------ | - |
| 15.06 | 18:00 | Peru      | 1:3   | Kuba      | 25:18 | 16:25 | 15:25 | 16:25 |   |        |   |
| 15.06 | 20:00 | Portoryko | 3:1   | Kanada    | 27:25 | 18:25 | 25:17 | 25:19 |   |        |   |

### Półfinały
| Data  | Godz. | Drużyna 1         | Wynik | Drużyna 2 | 1     | 2     | 3     | 4 | 5 | Widzów | * |
| ----- | ----- | ----------------- | ----- | --------- | ----- | ----- | ----- | - | - | ------ | - |
| 15.06 | 18:00 | Stany Zjednoczone | 3:0   | Brazylia  | 25:11 | 25:20 | 25:22 |   |   |        |   |
| 15.06 | 20:00 | Dominikana        | 3:0   | Argentyna | 25:18 | 25:18 | 25:11 |   |   |        |   |

### Mecz o 11 miejsce
| Data  | Godz. | Drużyna 1 | Wynik | Drużyna 2 | 1     | 2     | 3     | 4     | 5 | Widzów | * |
| ----- | ----- | --------- | ----- | --------- | ----- | ----- | ----- | ----- | - | ------ | - |
| 16.06 | 12:00 | Meksyk    | 1:3   | Kostaryka | 25:27 | 25:23 | 22:25 | 21:25 |   |        |   |

### Mecz o 9 miejsce
| Data  | Godz. | Drużyna 1         | Wynik | Drużyna 2 | 1     | 2     | 3     | 4     | 5     | Widzów | * |
| ----- | ----- | ----------------- | ----- | --------- | ----- | ----- | ----- | ----- | ----- | ------ | - |
| 16.06 | 14:00 | Trynidad i Tobago | 2:3   | Kolumbia  | 25:19 | 25:13 | 18:25 | 14:25 | 13:15 |        |   |

### Mecz o 7 miejsce
| Data  | Godz. | Drużyna 1 | Wynik | Drużyna 2 | 1     | 2     | 3     | 4 | 5 | Widzów | * |
| ----- | ----- | --------- | ----- | --------- | ----- | ----- | ----- | - | - | ------ | - |
| 16.06 | 16:00 | Peru      | 0:3   | Kanada    | 21:25 | 14:25 | 19:25 |   |   |        |   |

### Mecz o 5 miejsce
| Data  | Godz. | Drużyna 1 | Wynik | Drużyna 2 | 1     | 2     | 3     | 4     | 5    | Widzów | * |
| ----- | ----- | --------- | ----- | --------- | ----- | ----- | ----- | ----- | ---- | ------ | - |
| 16.06 | 16:00 | Kuba      | 2:3   | Portoryko | 26:24 | 25:18 | 18:25 | 22:25 | 9:15 |        |   |

### Mecz o 3 miejsce
| Data  | Godz. | Drużyna 1 | Wynik | Drużyna 2 | 1     | 2     | 3     | 4 | 5 | Widzów | * |
| ----- | ----- | --------- | ----- | --------- | ----- | ----- | ----- | - | - | ------ | - |
| 16.06 | 18:00 | Brazylia  | 0:3   | Argentyna | 23:25 | 22:25 | 15:25 |   |   |        |   |

### Finał
| Data  | Godz. | Drużyna 1         | Wynik | Drużyna 2  | 1     | 2     | 3     | 4 | 5 | Widzów | * |
| ----- | ----- | ----------------- | ----- | ---------- | ----- | ----- | ----- | - | - | ------ | - |
| 16.06 | 20:00 | Stany Zjednoczone | 3:0   | Dominikana | 25:12 | 25:20 | 25:18 |   |   |        |   |

## Klasyfikacja końcowa
| Miejsce | Reprezentacja     |
| ------- | ----------------- |
| złoto   | Stany Zjednoczone |
| srebro  | Dominikana        |
| brąz    | Argentyna         |
| 4.      | Brazylia          |
| 5.      | Portoryko         |
| 6.      | Kuba              |
| 7.      | Kanada            |
| 8.      | Peru              |
| 9.      | Kolumbia          |
| 10.     | Trynidad i Tobago |
| 11.     | Kostaryka         |
| 12.     | Meksyk            |

Do World Grand Prix 2014 awansowały drużyny:  Argentyna,  Brazylia,  Dominikana,  Kuba,  Portoryko,  USA

## Nagrody indywidualne
| MVP            | Najlepsza punktująca | Najlepsza atakująca | Najlepsza blokująca | Najlepsza zagrywająca | Najlepsza rozgrywająca | Najlepsza przyjmująca | Najlepsza libero |
| -------------- | -------------------- | ------------------- | ------------------- | --------------------- | ---------------------- | --------------------- | ---------------- |
| Nicole Fawcett | Samantha Bricio      | Megan Hodge         | Jaimie Thibeault    | Nicole Fawcett        | Yael Castiglione       | Kayla Banwarth        | Lucia Gaido      |